# سيبين ديفيلي
سيبين ديفيلي (مواليد 2 فبراير 1999) هو لاعب كرة قدم بلجيكي يلعب في مركز الوسط في نادي هيرنفين على سبيل الإعارة.

## روابط خارجية
- سيبين ديفيلي على موقع قاعدة بيانات كرة القدم.إي يو (الإنجليزية)
- سيبين ديفيلي على موقع Soccerway.com (الإنجليزية)
- سيبين ديفيلي على موقع عالم كرة القدم.نت (الإنجليزية)